# Luis Hernán Álvarez
Luis Hernán Álvarez Hernández (Curicó, 21 maggio 1938 – Curicó, 23 gennaio 1991) è stato un calciatore cileno, di ruolo attaccante.

## Palmarès

### Club

#### Competizioni nazionali
- Campionato cileno: 2

Colo-Colo: 1960, 1963